# 三島徹也
三島 徹也（みしま てつや、1968年 - ）は、日本の法学者。関西大学大学院会計研究科教授。専攻は商法・会社法。修士（法学、関西大学）。
特技はボウリングシング。

## 来歴
- 1968年生まれ
- 1992年、関西大学法学部法律学科卒業
- 1998年、関西大学大学院法学研究科博士後期課程単位取得後退学
- 1998年、近畿大学法学部専任講師
- 2002年、近畿大学法学部助教授（現在の准教授）
- 2006年、関西大学大学院会計研究科助教授
- 2007年、関西大学大学院会計研究科准教授
- 2010年、関西大学大学院会計研究科教授（現職）

## 主著
- 『プライマリー新会社法』法律文化社
- 『プライマリー商法総則・商行為法』法律文化社
- 『企業法の基礎』法律文化社